# Muhallebi

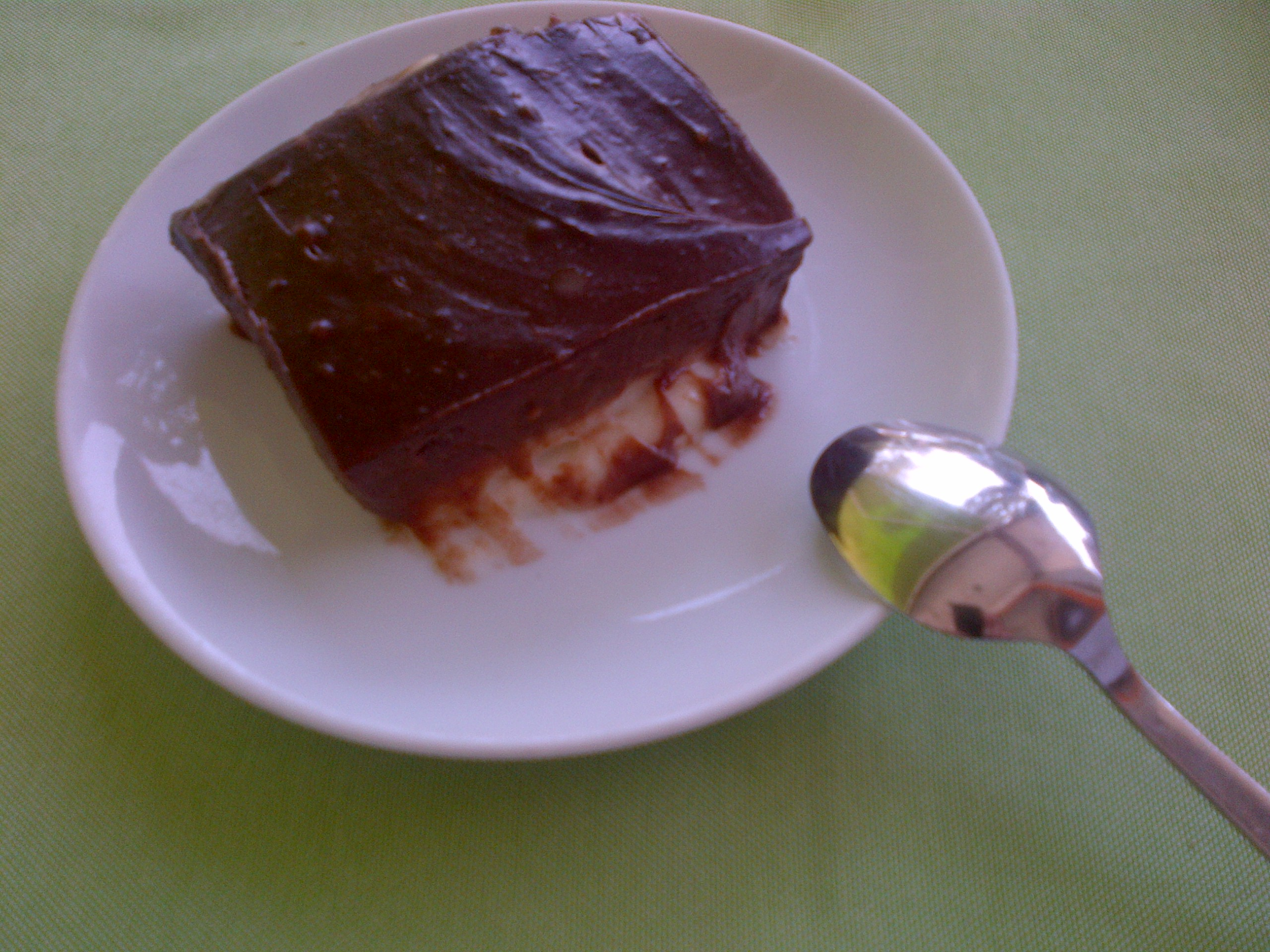
Çikolatalı muhallebi o muhallebi amb xocolata és una novetat recent a Turquia.

Muhallebi són unes postres tradicionals de la cuina turca. Es fa amb llet, sucre, vainilla i farina d'arròs. Un cop cuinat, emplatats en bols i freds, se'ls decora amb canyella molta .